# Necia boreoceloides
Necia boreoceloides är en plattmaskart som beskrevs av Curinni-Galletti 1997. Necia boreoceloides ingår i släktet Necia och familjen Monocelididae. Inga underarter finns listade i Catalogue of Life.